# Erny-Saint-Julien
Erny-Saint-Julien (Nederlands: Erni) is een gemeente in het Franse departement Pas-de-Calais (regio Hauts-de-France) en telt 287 inwoners (2005). De plaats maakt deel uit van het arrondissement Sint-Omaars.

## Geografie
De oppervlakte van Erny-Saint-Julien bedraagt 5,4 km², de bevolkingsdichtheid is 53,1 inwoners per km².
De onderstaande kaart toont de ligging van Erny-Saint-Julien met de belangrijkste infrastructuur en aangrenzende gemeenten.

## Demografie
Onderstaande figuur toont het verloop van het inwonertal (bron: INSEE-tellingen).